# Apterogryllus bimblios
Apterogryllus bimblios är en insektsart som beskrevs av Otte, D. och R.D. Alexander 1983. Apterogryllus bimblios ingår i släktet Apterogryllus och familjen syrsor. Inga underarter finns listade i Catalogue of Life.